# FutureSex/LoveSounds
FutureSex/LoveSounds er Justin Timberlakes andet studiealbum udgivet i september 2006.

## Spor
1. FutureSex/LoveSound
2. SexyBack (featuring Timbaland)
3. Sexy Ladies/Let Me Talk To You (Prelude)
4. My Love (featuring T.I.)
5. LoveStoned/I Think She Knows (Interlude)
6. What Goes Around.../...Comes Around (Interlude)
7. Chop Me Up (featuring Timbaland & Three 6 Mafia)
8. Damn Girl (featuring will.i.am)
9. Summer Love/Set The Mood (Prelude)
10. Until The End Of Time
11. Losing My Way
12. (Another Song) All Over Again
13. Pose (featuring Snoop Dogg)